# Bernardus Schotanus
Bernardus Schotanus (Franeker, 7 oktober 1598 - Leiden, 15 oktober 1652) was een Nederlandse jurist en wiskundige.

## Leven
Bernardus Schotanus werd in 1598 geboren als zoon van Henricus Schotanus (1548-1605), hoogleraar in de rechten aan de Universiteit van Franeker. Aan deze universiteit studeerde hij filosofie en later ook rechten. Op 12 april 1622 promoveerde hij in de rechten onder Hector Bouricius in Franeker. In 1624 werd hij professor aan de Universiteit van Franeker, waarna hij in 1632 rector werd. Vervolgens was hij van 1636 tot 1641 hoogleraar rechten en wiskunde aan de Universiteit Utrecht, waar hij de eerste rector magnificus werd. In 1641 werd hij professor aan de Universiteit Leiden, waar hij tot het einde van zijn leven bleef werken. Zijn zoon Henricus (1625–1678) werd later burgemeester van Franeker en lid van de Staten-Generaal.